# محمدتقی رهنمایی
محمدتقی رهنمایی استاد بازنشسته جغرافیای دانشگاه تهران و از پیشگامان و نخستین مدرسان گردشگری در ایران است که نقش بسیاری در توسعه جغرافیای علمی و مدرن در کشور داشته و در حوزه‌هایی مثل برنامه‌ریزی محیطی با نگاه طبیعت‌گرا، برنامه‌ریزی شهری
بر اساس هنجارهای توسعه پایدار و برنامه‌ریزی گردشگری بر مبنای روش‌های روزآمد علمی از جمله پیشگامان این مباحث در ایران محسوب می‌شود و ایشان دکترای خود را در دانشگاه ماربوگ آلمان دریافت کردند و در بسیاری از انجمن‌های ملی و بین‌المللی جغرافیا و گردشگری عضویت دارد، از جمله: انجمن علمی گردشگری ایران، انجمن جغرافیای ایران، انجمن متخصصان گردشگری، انجمن جغرافیای دانشگاه ماربورگ آلمان و ریاست کمیته جهانگردی (گردشگری) کمیسیون ملی یونسکو، مدیریت گروه جغرافیای دانشگاه تهران و….
در اسفند ۱۳۹۱ خانه اندیشمندان علوم انسانی و خانه جغرافیا با همکاری دانشگاه علم و فرهنگ، پژوهشکده گردشگری پژوهشگاه میراث فرهنگی و گردشگری، انجمن علمی جغرافیا و سازمان میراث فرهنگی، صنایع دستی و گردشگری با برگزاری مراسم نکوداشت وی، از خدمات وی به دانش جغرافیا و گردشگری تقدیر نمودند.

## تالیفات
1. مبانی کشورشناسی ایران: ترجمه از آلمانی به فارسی، تهران، مؤسسهٔ جغرافیایی سحاب، چاپ اول ۱۳۶۵، چاپ دوم ۱۳۷۲
2. توان‌های محیطی ایران: تألیف، مبانی جغرافیایی طرح جامع سرزمین، مرکز مطالعات و تحقیقات شهرسازی و معماری ایران، تهران ۱۳۷۰
3. مجموعه مباحث و روش‌های شهرسازی (جغرافیا): مرکز مطالعات و تحقیقات معماری و شهرسازی ایران، چاپ اول ۱۳۶۹، چاپ دوم ۱۳۷۱، چاپ سوم ۱۳۸۲
4. کتاب گیلان: از مجموعهٔ همه جای ایران: ۳جلد، با هم‌کاری گروه نویسندگان، ۲۴۰۰ صفحه، گروه پژوهش‌گران ایران، تهران، ۱۳۷۵، چاپ دوم ۱۳۸۰
5. فرایند برنامه‌ریزی شهری در ایران، انتشارات سمت چاپ اول ۱۳۸۳ و دوم ۱۳۸۴
6. توزیع بهینه دانشگاه‌ها و مراکز علمی با نگاهی به جغرافیای فرهنگ در ایران، وزارت علوم، تحقیقات و فناوری، چاپ اول ۱۳۸۳
7. سیمای فرهنگی ایران: گروه نویسندگان، وزارت فرهنگ و ارشاد اسلامی انتشارات، انتشارات عیلام ۱۳۷۹
8. ترجمه انگلیسی کتاب سیمای فرهنگی ایران ۱۳۸۰
9. رسالهٔ دکتری با عنوان:

Kulturlandschaftswandel in den talern der Elburz – Sudflanke unter besonderer Beruksichtigung der naherholungsfunktion tehrans.
Dissertation, Marbug, Philipps, Universitat, 1979
چاپ دانشگاه ماربوگ

## مقالات
۱- بررسی وضعیت عوامل مؤثر بر توانمندسازی توسعه گردشگری (مطالعه موردی: استان آذربایجان غربی)
حوزه (های) تخصصی: گردشگری شهری
۲- تحلیلی بر نابرابری‌های فضایی شهر تهران و پیش‌بینی اولویت برنامه ریزی
حوزه (های) تخصصی: توسعه پایدار شهری
۳- ارزیابی مدل مفهومی از عوامل مؤثر بر توانمند سازی توسعه گردشگری (مطالعه موردی:استان آذربایجان غربی)
حوزه (های) تخصصی: جغرافیای اوقات فراغت • گردشگری و توریسم
۴- سنجش توسعهٔ پایدار محلّه‌های شهری با استفاده از منطق فازی و سیستم اطلاعات جغرافیایی (مطالعهٔ موردی: منطقهٔ ۱۷ شهرداری تهران)
حوزه (های) تخصصی: سنجش از راه دور GIS • توسعه پایدار شهری
۵- مفهوم سازی و گونه‌شناسی فضای عمومی شهری معاصر
حوزه (های) تخصصی: فضا و محیط شهری
۶- تبیین نقش شهرنشینی بر توسعۀ فرهنگ سیاسی در ایران
حوزه (های) تخصصی: جغرافیای رفتاری و فرهنگی
۷- ارزیابی نگرش جامعه روستایی به گردشگری، بر مبنای مدل معادلات ساختاری (مطالعه موردی: منطقه کوهستانی رودبار قصران، شهرستان شمیران)
حوزه (های) تخصصی: جامعه‌شناسی روستایی و عشایر • گردشگری و توریسم • گردشگری روستایی
۸- مدیریت یکپارچهٔ گردشگری، راهبردی برای توسعه منطقه ای در استان آذربایجان غربی
حوزه (های) تخصصی: جغرافیای توسعه • گردشگری شهری
۹- تأثیر شرایط اقتصادی- اجتماعی و مدیریت ترافیک بر تعداد سفرهای درون شهری تهران (موارد مطالعه: محلات شیخ هادی، قزل قلعه و قیطریه)
حوزه (های) تخصصی: اقتصاد شهری • مدیریت ترافیک • اقتصاد منطقه ای، شهری، روستایی
۱۰- بررسی رویکرد سنتی تهیهٔ طرح‌های توسعهٔ شهری در ایران با استفاده از مدل SWOT
حوزه (های) تخصصی: روش‌های کمی در جغرافیا • مدیریت شهری
۱۱- توسعه ابعاد شهرنشینی با رویکرد مکتب بازاریابی اجتماعی
حوزه (های) تخصصی: مکاتب کارآفرینی • حقوق شهری و قوانین شهرسازی • اقتصاد منطقه ای، شهری، روستایی
۱۲- بررسی الگوی حکمروایی خوب و نقش دولت در مدیریت و ادارهٔ امور شهرها در ایران
حوزه (های) تخصصی: مدیریت شهری
۱۳- دولت و شهرنشینی در ایران (مبانی و اصول کلی نظریه توسعه شهر و شهرنشینی در ایران)
حوزه (های) تخصصی: جغرافیای سیاسی
۱۴- ارزیابی عوامل مؤثر بر رضایت در گردشگری زمستانی (مورد مطالعه: دو مقصد زمستانی شمشک و دربندسر)
حوزه (های) تخصصی: برنامه‌ریزی توسعه جهانگردی
۱۵- تحلیلی بر مفهوم کیفیت زندگی شهری در شهر بابلسر
حوزه (های) تخصصی: توسعه پایدار شهری
۱۶- سیر تحولات نخست شهری و نظام شهری منطقه آذربایجان (۱۳۳۵-۱۳۸۵)
حوزه (های) تخصصی: جغرافیا
۱۷- ارزیابی قابلیت‌های توسعهٔ شهری مراغه با استفاده از مدل ترکیبی SWOT-ANP
۱۸- آموزش جغرافیا و چگونگی بازسازی سیستمی آن در دانشگاهها
حوزه (های) تخصصی: جغرافیا • فنون و ابزارهای آموزش و ترویج جغرافیا
۱۹- تفسیر عکس ماهواره ای: از نواحی اقلیمی و گیاهی سواحل دریای خزر، کوههای البرز و منطقه خشک
حوزه (های) تخصصی: آب و هواشناسی
۲۰- جاذبه‌های گردشگری در مسیر راه ابریشم
حوزه (های) تخصصی: آسیا
۲۱- «تالش و تالشان»
حوزه (های) تخصصی: تاریخ محلی
۲۲- توسعه تهران و دگرگونی در ساختارهای نواحی روستایی اطراف
حوزه (های) تخصصی: جغرافیای شهری
۲۳- روند مطالعات شهری و جایگاه جغرافیای شهری در ایران
حوزه (های) تخصصی: جغرافیای شهری
۲۴- تحلیل نقش مهاجرت در زمینه سازی برای پیدایش آسیب‌های اجتماعی شهرنشینی شتابان در ایران
حوزه (های) تخصصی: جغرافیای شهری
۲۵- آسیب‌شناسی سیاست‌های دولت در ساماندهی اسکان غیررسمی، نمونه موردی: محلات نای بند، شیرسوم و خواجه عطا، شهر بندرعباس
حوزه (های) تخصصی: جامعه‌شناسی شهری
۲۶- اصطلاحات و واژه‌شناسی مدیریت بحران حمل و نقل و طوفان ماسه
حوزه (های) تخصصی: ارزیابی مخاطرات طبیعی
۲۷- بررسی نقش دولت در رشد و گسترش فیزیکی شهر ماسال با تأکید بر تغییر کاربری اراضی کشاورزی پیرامون
حوزه (های) تخصصی: جغرافیای کشاورزی و کاربری اراضی برنامه‌ریزی و توسعه ناحیه ای
۲۸- ساختارشناسی اقتصاد شهری ایران با تأکید بر نقش دولت
حوزه (های) تخصصی: جغرافیای اقتصادی
۲۹- نقش شهرداریها در توسعه فضاهای ورزشی برای گذران اوقات فراغت
حوزه (های) تخصصی: جغرافیای اوقات فراغت
۳۰- فضاهای عمومی شهر و نقش آن در شکل گیری جامعه مدنی
حوزه (های) تخصصی: جغرافیای شهری
۳۱- سیر تحول ساختاری و عملکردی محله در شهرهای ایران
حوزه (های) تخصصی: جغرافیای شهری
۳۲- ساختارشناسی اقتصاد شهری ایران با تأکید بر نقش دولت مطالعه موردی : سرابله
حوزه (های) تخصصی: جغرافیای اقتصادی
۳۳- نقش شهرداریها در توسعه فضاهای ورزشی برای گذران اوقات فراغت شهروندان
(مورد مطالعه منطقه ۶ شهرداری تهران)
حوزه (های) تخصصی: جغرافیای شهری
۳۴- نقش جهانگردی در توسعه منطقه‌ای استان اردبیل
حوزه (های) تخصصی: تجارت
۳۵- ارزیابی و نقد عملکرد بخش گردشگری در ایران از دیدگاه سیاستگذاری و مدیریت
حوزه (های) تخصصی: مدیریت جهانگردی
۳۶- الگوی مطلوب در ساماندهی فضایی گیلان
حوزه (های) تخصصی: تحلیل‌های منطقه ای ،شهری و روستایی
۳۷- بررسی ظرفیت تحمل حوزه مقصد گردشگری با تأکید بر جامعه میزبان(نمونه موردی : مطالعه شهر کلاردشت)
حوزه (های) تخصصی: جغرافیای اوقات فراغت
۳۸- ت‍وزی‍ع‌ بهینه دان‍ش‍گ‍اه‌ه‍ا و م‍راک‍ز علمی با نگاهی به جغرافیای فرهنگ در ایران
حوزه (های) تخصصی: کلیات
۳۹- بررسی ناپایداری‌های امنیتی کلان شهر تهران بر اساس شاخص‌های توسعه پایدار شهری
حوزه (های) تخصصی: جغرافیای شهری
۴۰- بررسی جغرافیایی جرایم در شهر تهران
حوزه (های) تخصصی: جغرافیای رفتاری و فرهنگی
۴۱- توسعه استراتژیک شهرهای میانی ایران با تأکید بررویکرد CDS راهی به سوی توسعه منطقه‌ای
حوزه (های) تخصصی: جغرافیای سیاسی
۴۲- بررسی ظرفیت تحمل حوزه مقصد گردشگری با تأکید بر جامعه میزبان(نمونه موردی : مطالعه شهر کلاردشت)
حوزه (های) تخصصی: جغرافیای اوقات فراغت
۴۳- محدودیتهای فضایی شهر تهران
حوزه (های) تخصصی: جغرافیای شهری
۴۴- نواحی فعال و کم فعال کشور زمینه‌های جغرافیایی و توانهای بالقوه فعالیت و جذب جمعیت
حوزه (های) تخصصی: جغرافیای فرهنگی